# Reply 1988
Production
Diffusion
Chronologie
Reply 1994
Reply 1988 (hangeul : 응답하라 ; hanja : 應答하라 1988 ; RR : Eungdabhala 1988 ; litt. « réponse 1988 ») est une série télévisée sud-coréenne, créée par Lee Myung-han et Shin Won-ho, et diffusée du 6 novembre 2015 au 16 janvier 2016 sur le réseau tvN.
Il s'agit de la suite des séries Reply 1997 (2012) et Reply 1994 (2013).
Dans les pays francophones, elle est diffusée le 5 novembre 2021, en intégralité et en exclusivité, sur Netflix,.

## Synopsis
En 1988, cinq familles, toutes amies d'enfance, sont voisines dans le même quartier Ssangmun, dans le district de Dobong, au nord de Séoul. Seong Deok-sun, vivant modestement avec ses parents, sa sœur aînée et son frère benjamin, se prépare en tant que porte-parole de la délégation malgache pour la cérémonie d'ouverture des Jeux olympiques d'été à Séoul, le 7 septembre, jour de ses 18 ans. Énergique et drôle, elle finit par tomber amoureuse d'un de ses voisins qui, lui, est amoureux de sa sœur. Après cela un triangle amoureux va se former entre deux autres voisins et elle.

## Distribution

### Famille de Deok-sun
- Sung Dong-il (en) : Sung Dong-il, père
- Lee Il-hwa (en) : Lee Il-hwa, mère
- Ryu Hye-young : Sung Bo-ra, fille ainée
  - Kim Joo-ha : Bo-ra, enfant
- Lee Hye-ri : Sung Deok-sun, fille cadette
  - Gong Da-hee : Deok-sun, enfant
- Choi Sung-won : Sung No-eul, fils benjamin
- Goo Hye-ryeong (ko)  : Sung Hye-ryung, sœur aînée de Dong-il
- Yuk Ji-min : Sung Ji-min, sœur cadette de Dong-il

### Famille de Jung-hwan
- Kim Sung-kyun (en) : Kim Sung-kyun, père
- Ra Mi-ran : Ra Mi-ran, mère
- Ahn Jae-hong : Kim Jung-bong, fils aîné
- Ryu Jun-yeol : Kim Jung-hwan, fils benjamin
  - Jeong Ye-jun : Jung-hwan, enfant

### Famille de Sun-woo
- Kim Sun-young (en)  : Kim Sun-young, mère veuve
- Ko Kyeong-pyo : Sung Sun-woo, fils aîné
  - Han Kyu-jin : Sun-woo, enfant
- Kim Seol (ko) : Sung Jin-ju, fille benjamine (6 ans)
  - Sinbi (ko) Jin-ju, fille benjamine (12 ans)
- Shin Yun-suk (ko) : Kang Man-sun, belle-mère de Sun-young
- Park Sung-tae (ko) : Park Sung-tae, mère de Sun-young
- Song Young-gyu (ko) : Kim Tae-yong, ami de Mu-sung, frère aîné de Sun-young
- Kim Tae-soo (ko) : Kim Tae-su, frère cadet de Sun-young

### Famille de Taek
- Choi Moo-sung (en) : Choi Moo-sung, père
- Park Bo-gum : Choi Taek, fils
  - Lee Seung-jun : Taek, enfant

### Famille de Dong-ryong
- Yoo Jae-myung : Yoo Jae-myung, père
- Yoo Ji-soo (ko)  : Jo Su-hyang, mère
- Shim Hoon-ki (ko)  : Ryu Dae-ryong, fils aîné
- Lee Dong-hwi (en) : Ryu Dong-ryong, fils benjamin
  - Shin Jun-seung : Dong-ryong, enfant

### Lycée de Ssangmoon
- Son San (ko) : la professeure de coréen pour filles
- Lee Min-ji (en) : Jang Mi-ok, alias « Maggie Cheung », étudiante
- Lee Se-young (en) : Wang Ja-hyun, étudiante
- Kim Joong-ki (ko) : « Michael », étudiant

### Autres
- Park Jung-min : Park Jong- hoon, ex-petit ami de Sung Bo-ra
- Jung Yoo-min (en) : Hwang Hee-su, amie proche de Sung Bo-ra
- Lee Soo-kyung (en) : la petite amie de Sung No-eul

## Production

### Développement
À la mi-janvier 2015, une rumeur selon laquelle une suite de la série culte, 응답하라 1994 (litt. « Réponse 1994 »), de Shin Won-ho serait en préparation dans l'intention de la diffuser en juillet prochain, un membre de la société tvN dément cette information, précisant que « les discussions sont toujours en cours, et rien n'en encore confirmé ». Une autre rumeur rapporte qu'il s'agirait de 응답하라 1988 (litt. « Réponse 1988 »), après Reply 1997 (2012) et Reply 1994 (2013), à savoir si les acteurs, Sung Dong-il, Lee Il-hwa et Jung Eun-ji, y apparaîtront. Finalement, à la mi-mars, Sung Dong-il et Lee Il-hwa apparaitront la nouvelle série officiellement intitulée Reply 1988, puis le producteur Shin Won-ho déclare avoir « finalisé les personnages principaux masculins et féminins. (…) Le tournage devrait commencer cet été »,.

### Attribution des rôles
À la mi-mars 2015, Sung Dong-il et Lee Il-hwa sont confirmés de reprendre, pour la troisième fois, leur rôle du couple marié,. À la mi-mai, tvN annonce avoir confirmé Hyeri — la chanteuse du groupe Girl's Day, Ryu Hye-young, Ko Kyeong-pyo, Ryu Jun-yeol, Park Bo-gum, Ahn Jae-hong, Lee Dong-hwi et Choi Sung-won. À la mi-avril, selon un responsable, Kim Sung-kyun, ayant interprété l'étudiant de Samcheonpo dans la précédente Reply 1994 (2013), a déjà été choisi pour le rôle d'un père, aux côtés de l'actrice Ra Mi-ran.

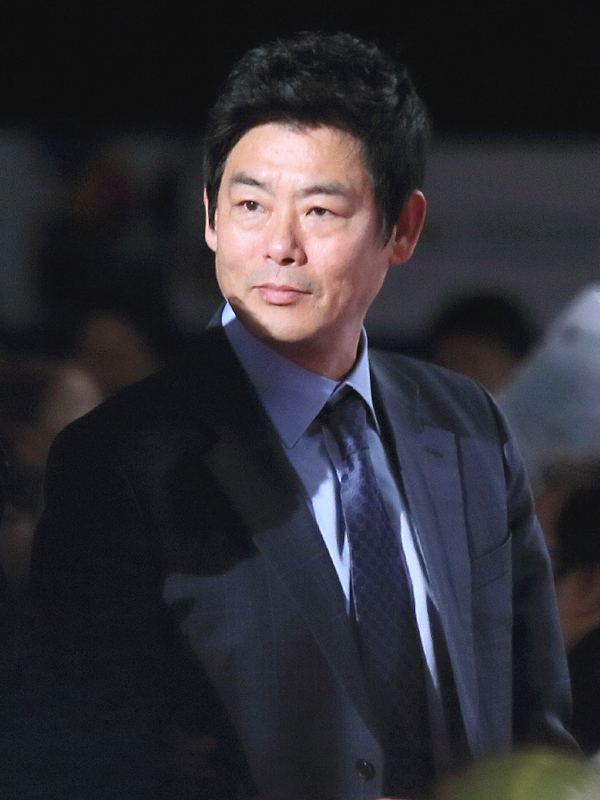
Sung Dong-il
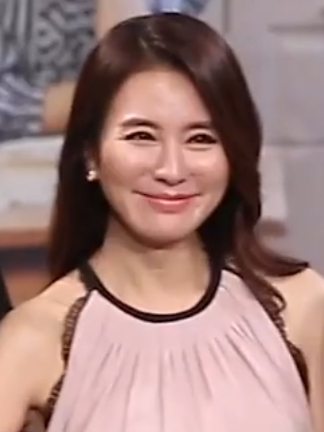
Lee Il-hwa
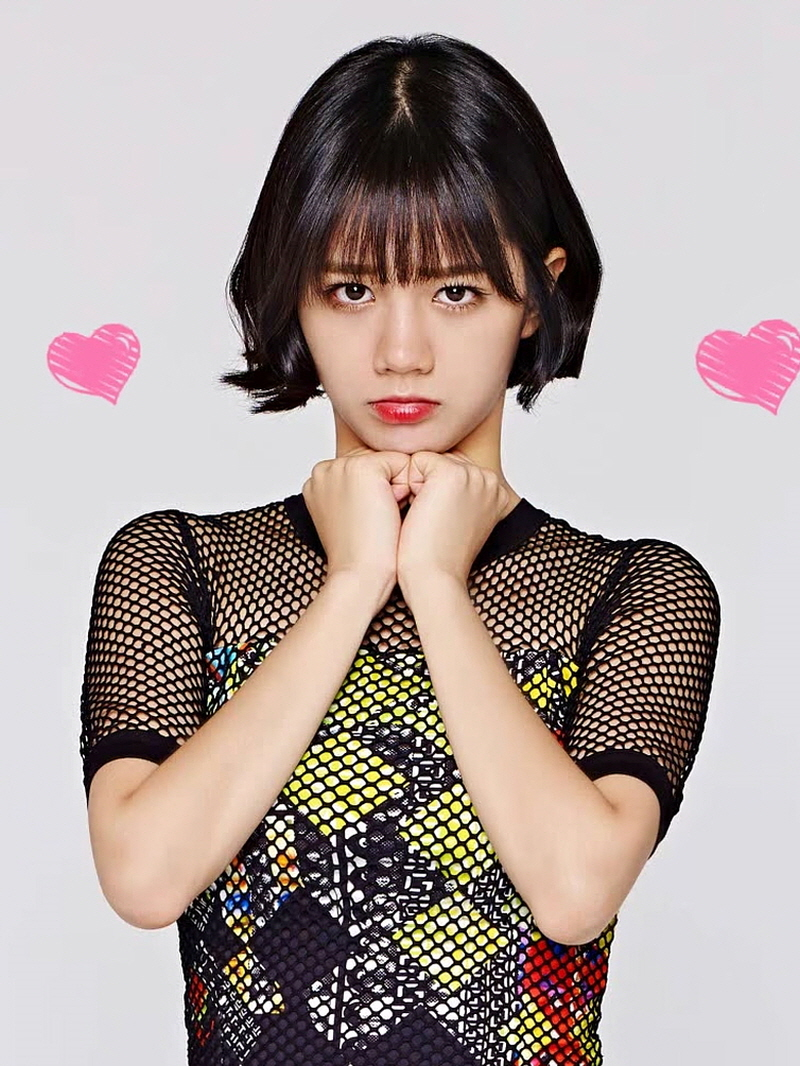
Hyeri
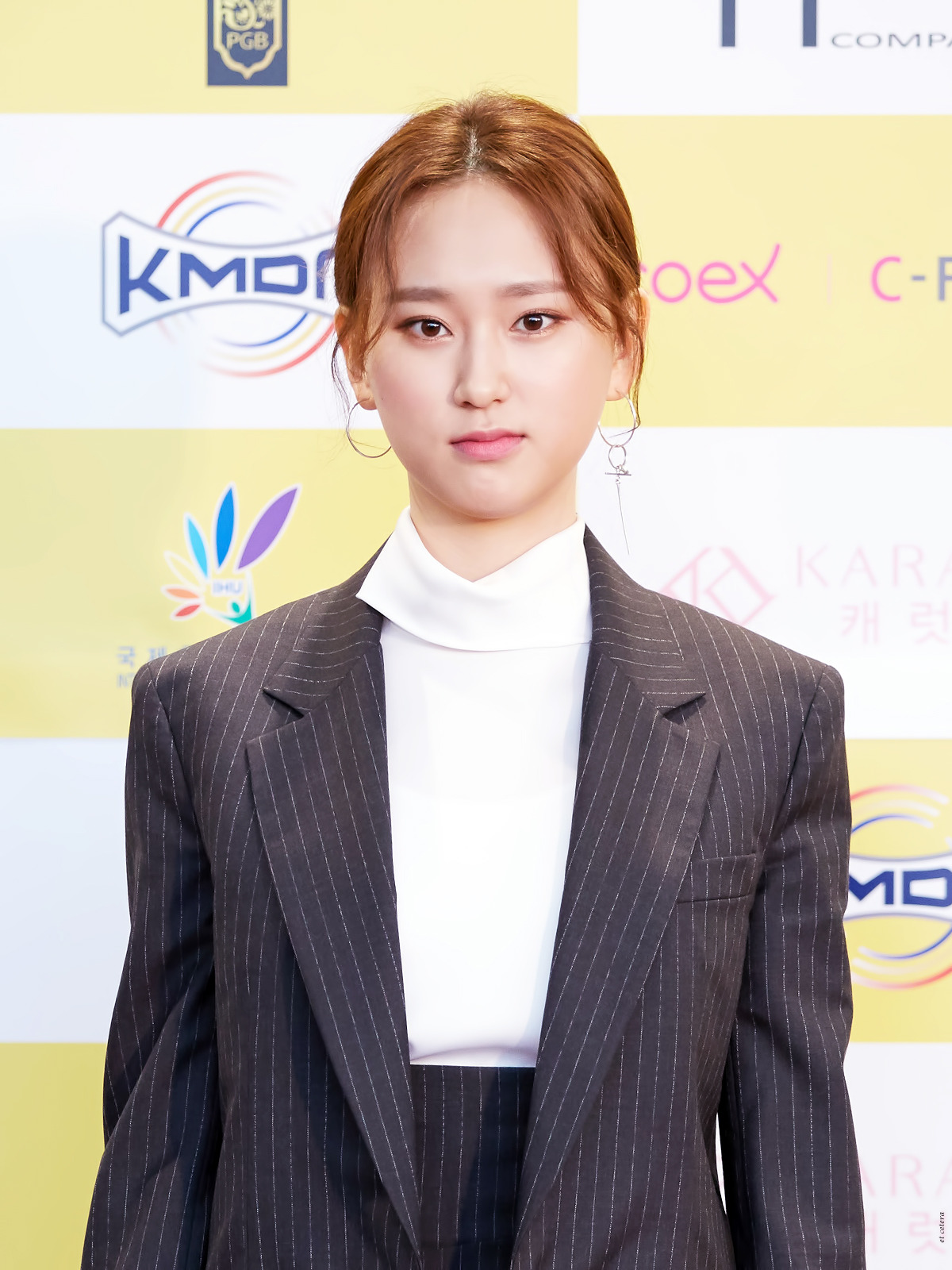
Ryu Hye-young
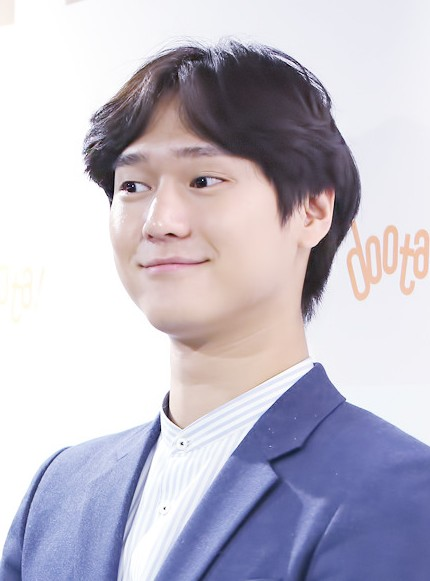
Ko Kyeong-pyo
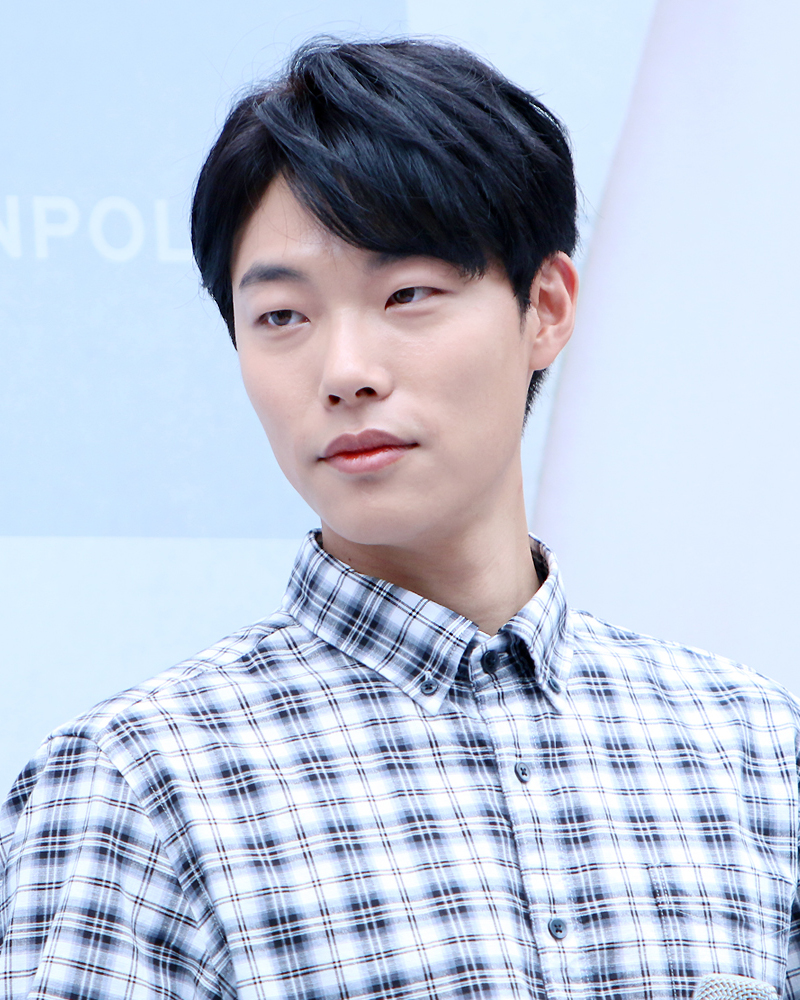
Ryu Jun-yeol
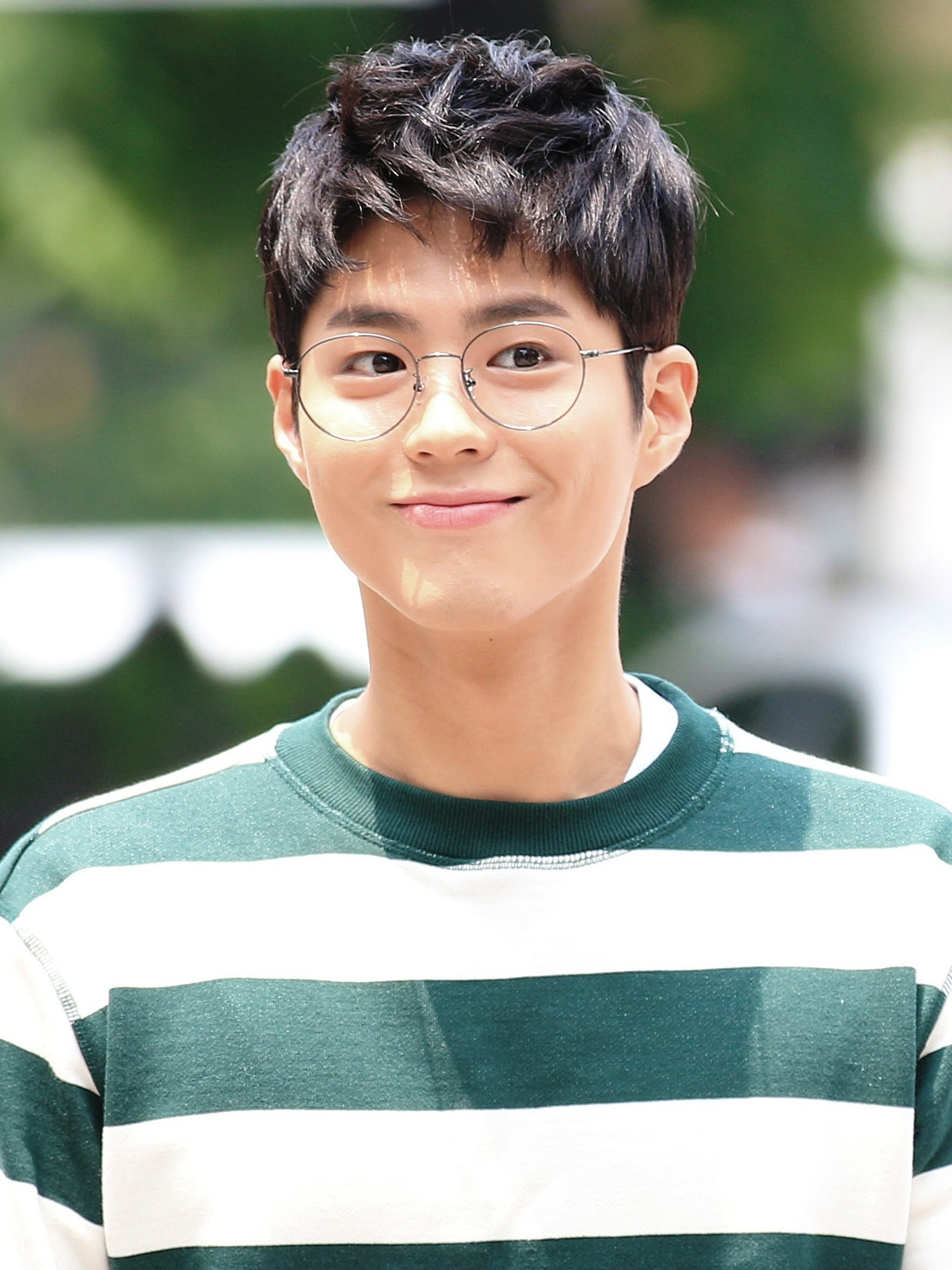
Park Bo-gum
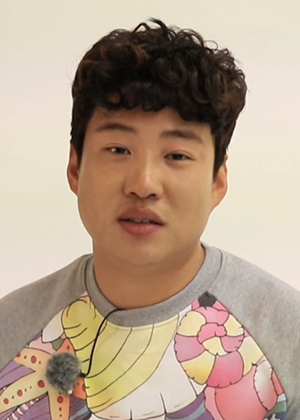
Ahn Jae-hong
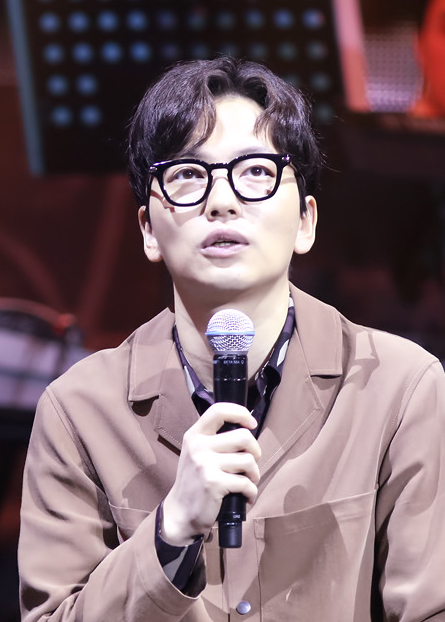
Lee Dong-hwi
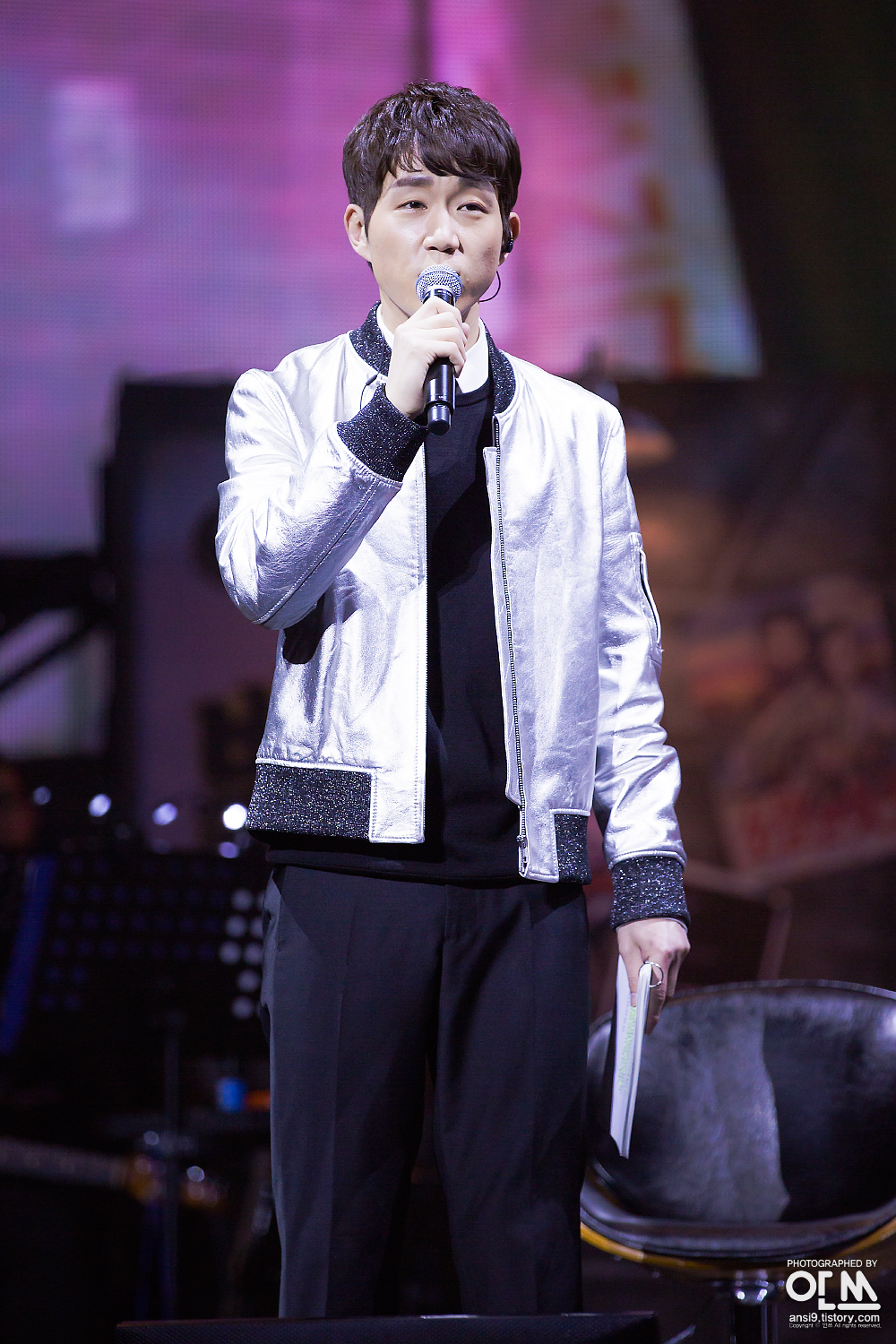
Choi Sung-won
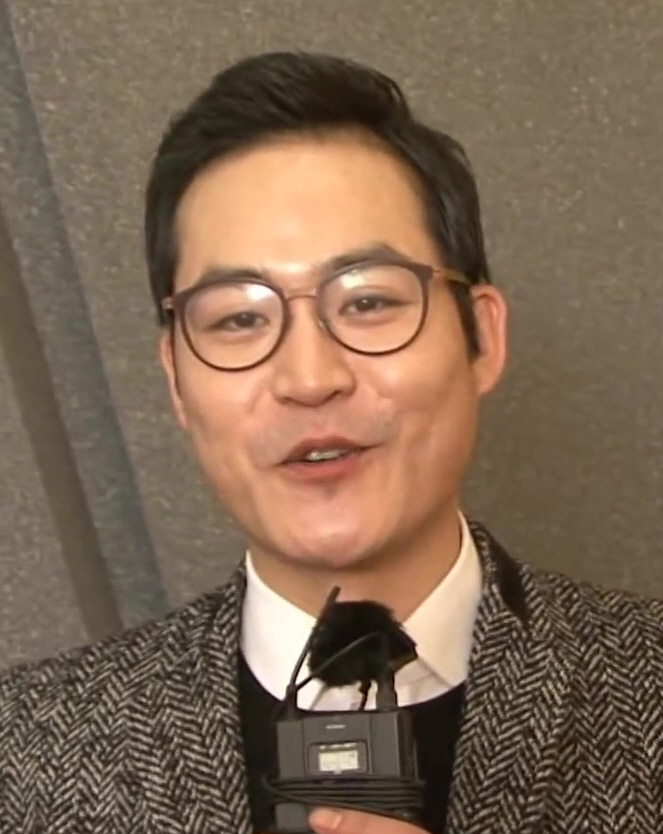
Kim Sung-kyun
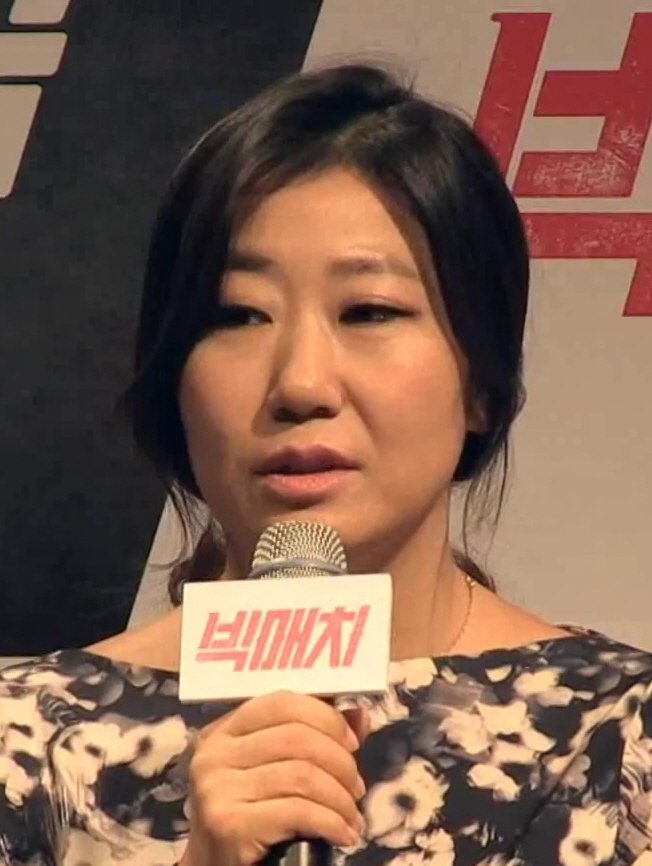
Ra Mi-ran

### Tournage
Le tournage a entièrement lieu à Uijeongbu (Gyeonggi) dans le quartier de Nogyang (ko) pour en faire un plateau de tournage, une ancienne base militaire, faisant 5 292 m2, en le transformant en quartier de Ssangmun, à Séoul, d'où le déroulement de la série,. La société CJ E&M avait réservé ce terrain, à l'origine prévu pour l'urbanisme sportif, pour au moins de 10 millions de wons en huit mois et, avec la construction, l'ensemble a estimé à environ 1 milliard de wons. Ce plateau est désormais démoli à la mi-février 2016, jugé impropre à un futur développement du touristime.
Il prend fin le 14 janvier 2016.

### Fiche technique
- Titre original : 응답하라 1988
- Titre anglophone et français : Reply 1988
- Création : Lee Myung-han (en) et Shin Won-ho (ko)
- Réalisation : Shin Won-ho
- Scénario : Jo Bo-hoon, Kim Song-hee, Lee Seon-hye et Lee Woo-jeong
- Musique : Shin Hae-cheol
- Production : Moon Tae-joo
- Société de production : CJ E&M
- Société de distribution : tvN
- Pays de production :  Corée du Sud
- Langue originale : coréen
- Format : couleur
- Genre : comédie, drame, romance
- Nombre de saison : 1
- Nombre d'épisodes : 20
- Durée : 76 à 112 minutes
- Dates de diffusion :
  - Corée du Sud : 6 novembre 2015 sur tvN
  - Monde : 5 novembre 2021 sur Netflix (pays francophones)[2],[3]

## Épisodes
En Corée du Sud, la série comprend vingt épisodes avec titre, diffusée les vendredis et samedis, du 6 novembre 2015 au 16 janvier 2016, à 19 h 50, sur le réseau tvN.
En France, elle est restée inédite pendant trois ans. Elle est finalement diffusée le 5 novembre 2021, en intégralité et en exclusivité, sur Netflix dans les pays francophones,. Les épisodes ne contiennent pas de titres.
1. 손에 손잡고 (litt. « main dans la main »)
2. 당신이 나에 대해 착각하는 한 가지	 (litt. « une chose que tu ne comprends pas à mon sujet »)
3. 유전무죄 무전유죄 (litt. « innocent jusqu'à preuve du contraire »)
4. Can't help ~ing (litt. « je ne peux pas m'empêcher de ~er »)
5. 월동준비 (litt. « réparation hivernale »)
6. 첫 눈이 온다구요 (litt. « la première neige arrive »)
7. 그대에게 (litt. « pour vous »)
8. 따뜻한 말 한마디 (litt. « un mot chaleureux »)
9. 선을 넘는다는 것 (litt. « franchir la ligne »)
10. Memory (litt. « mémoire »)
11. 세 가지 예언 (litt. « trois prophéties »)
12. 누군가를 사랑한다는 것은 (litt. « aimer quelqu'un c'est »)
13. 슈퍼맨이 돌아왔다 (litt. « le retour de Superman »)
14. 걱정말아요 그대 (litt. « ne t'inquiète pas, ma chère »)
15. 사랑과 우정 사이 (litt. « entre amour et amitié »)
16. 인생이란 아이러니 -Ⅰ (litt. « l'ironie de la vie (première partie »)
17. 인생이란 아이러니 - Ⅱ (litt. « l'ironie de la vie (seconde partie »)
18. 굿바이 첫사랑 (litt. « adieu premier amour »)
19. 당신은 최선을 다했다 (litt. « tu as fait de ton mieux »)
20. 안녕 나의 청춘 굿바이 쌍문동 (최종회)	 (litt. « Bonjour jeunesse, au revoir Ssangmun-dong »)